# جاكي ألين
جاكي ألين (بالإنجليزية: Jackie Allen)‏ هو لاعب كرة قدم أمريكية أمريكي، ولد في 24 سبتمبر 1947 في لوتون في الولايات المتحدة.

## وصلات خارجية
- جاكي ألين على موقع مرجع كرة القدم المحترفة.كوم (الإنجليزية)